# Wehrtechnische Studiensammlung Koblenz

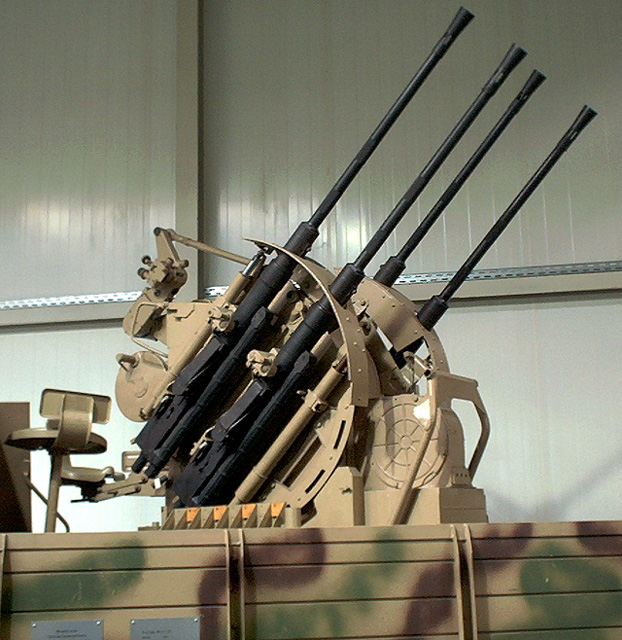
Vierling luchtafweergeschut

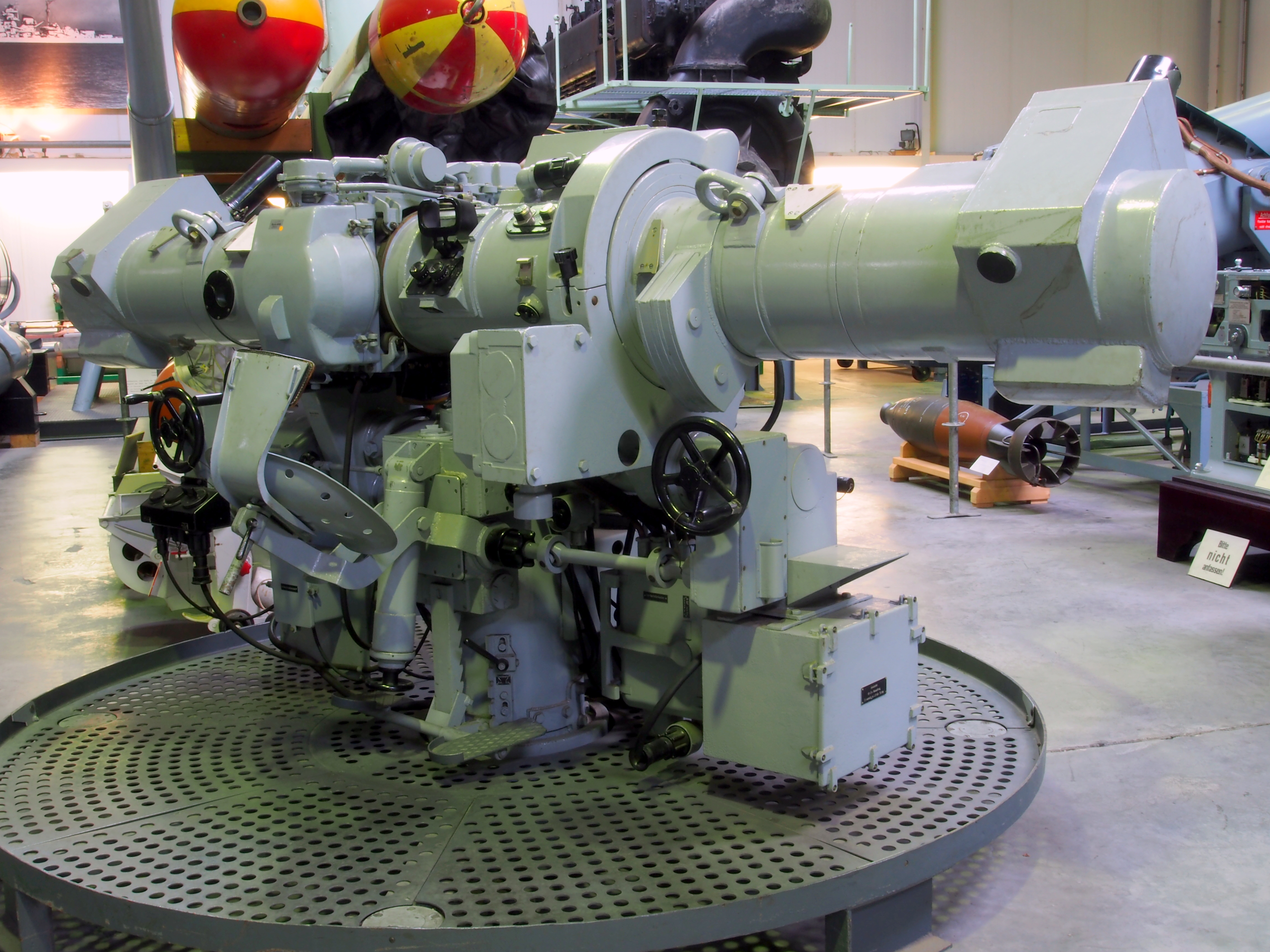
Afstandsmeter

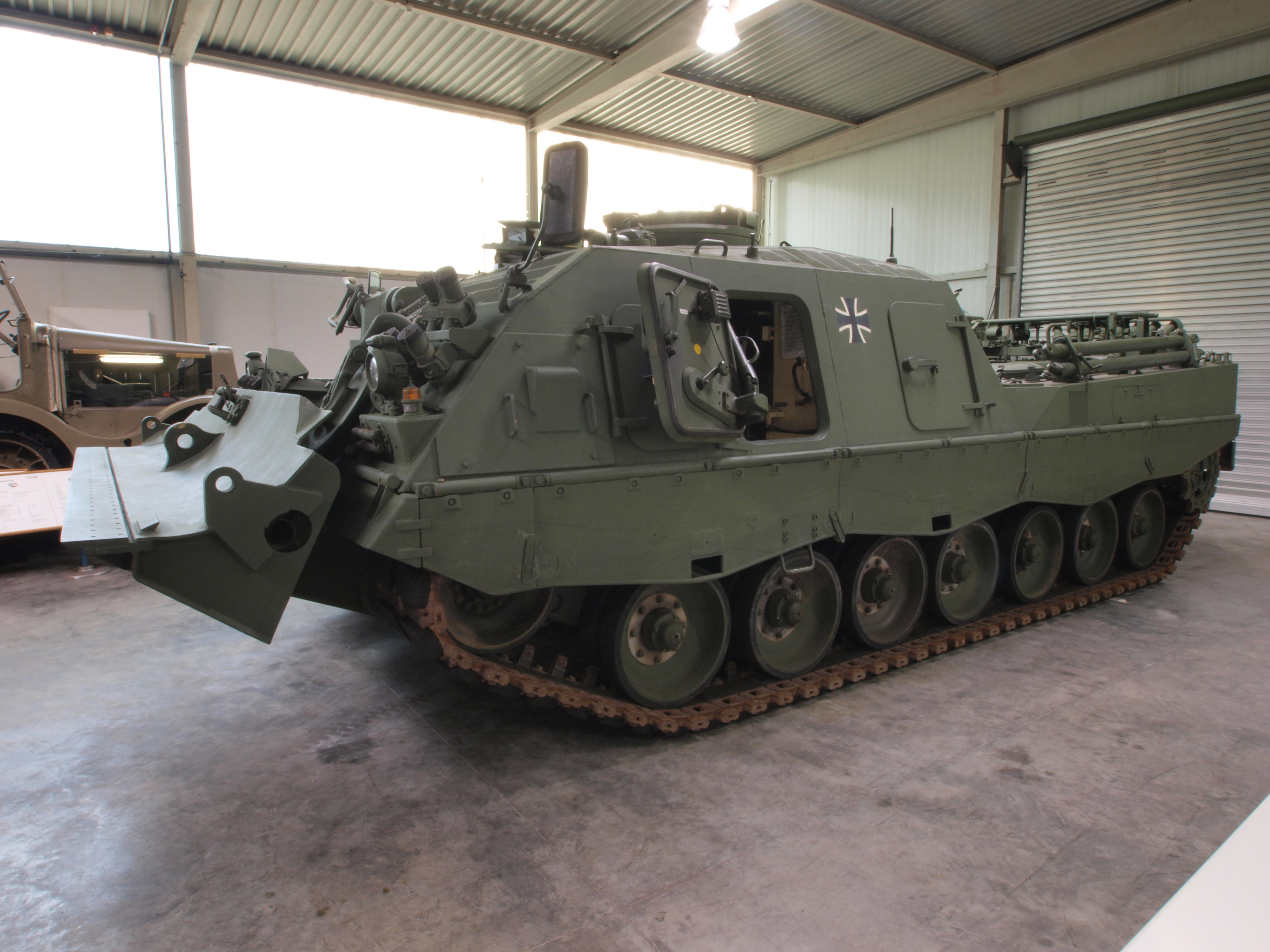
Bergingstank

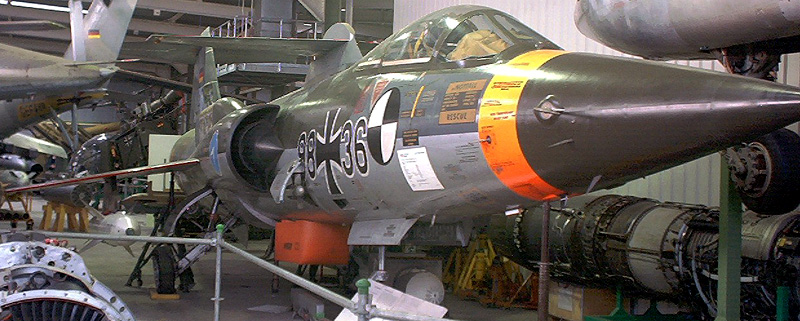
Lockheed F-104 Starfighter

De Wehrtechnische Studiensammlung Koblenz (WTS) is een van de grootste technische tentoonstellingen in Duitsland. De nadruk ligt er op militaire technologie.

## Geschiedenis
Met de zogenaamde 'studieverzameling' is men in 1962 begonnen. Sinds 1982 bevindt het zich in de Duitse stad Koblenz en is het ondergebracht onder het 'Bundesamt für Wehrtechnik und Beschaffung' (BWB) (een onderdeel van het Duitse Ministerie van Defensie dat zich bezighoudt met technologie-ontwikkeling en inkoop). Het BWB heeft haar hoofdkwartier ook in de stad.
De WTS dient hoofdzakelijk ter ondersteuning van de opleiding van militairen, stafpersoneel en leveranciers. Tegenwoordig heeft het echter ook als taak om technisch en historisch belangrijke voorbeelden van technologie te verzamelen en te bestuderen. Alhoewel het WTS officieel militair is en zich op militair terrein bevindt, is het publiekelijk toegankelijk.
De verzameling bestaat uit een groot aantal tanks, voertuigen, motorfietsen, vliegtuigen, helikopters, raketten, luchtafweergeschut, zoeklichten, houwitsers, mortieren en ander geschut, geweren en pistolen, uniformen, elektronica (zoals richtapparatuur en navigatiesystemen), straalmotoren, andere gasturbines, zuigermotoren en onbemande verkenningtoestellen. Veel van het tentoongestelde materieel is (deels) opengewerkt.
Onder het materieel bevinden zich ook enkele bijzondere testtoestellen en prototypen.
Het museum is gehuisvest in de voormalige Langemarck-kazerne in de wijk Koblenz-Lützel en beslaat een ruimte van 7200 vierkante meter, verdeeld over een grote hal op de begane grond en vier kleinere verdiepingen met materiaal in vitrines. Daarnaast heeft de WTS de beschikking over een bibliotheek met 15.000 boeken en 60.000 technische handboeken.

## Collectie
De luchtvaartcollectie is klein, maar wordt gekenmerkt door de aanwezigheid van enkele unieke testtoestellen. Tentoongestelde toestellen zijn o.a.:
- Dassault Mirage III
- Dornier Do-32K Kiebitz (nr. 005)
- Dornier Do-34 Kiebitz Argus
- Dornier Mini-RPV
- Dornier/Dassault Alpha Jet
- EADS/Dornier VTOL-Drohne
- Fiat G-91
- Lockheed F-104 CCV met Luftwaffe registratie 98+36
- MiG-23 Flogger
- Mil Mi-24 Hind met Luftwaffe registratie 98+33
- Nord-Aviation N2501F Noratlas
- Sud Aviation Alouette II
- VFW VAK191B (een van de slechts drie gebouwde toestellen) met registratie D-9564
- VFW SG-1262 Schwebegestell

De rest van collectie bestaat o.a. uit:
- AIM-9 Sidewinder
- AGM-65 Maverick
- General Electric M61 Vulcan Gatling kanon
- KPz Leopard 1 pre-productie model
- 15cm Nebelwerfer 41
- Nike Hercules
- Panzerkampfwagen V
- rotorkop van een VFW-Fokker (Sikorsky) CH-53G
- torpedo's

Diverse zuiger-en straalmotoren, waaronder:
- Armstrong Siddeley Double Mamba
- gasturbines voor tanks
- Klimov RD-33 (motor van de MiG-29)
- Orenda 14 (motor van de door Canadair in licentie gebouwde F-86 Sabre Mk 6)
- Rolls-Royce RB162-81F/08
- Rolls-Royce RB163
- Rolls-Royce Tyne (turboprop)
- Turbomeca Turmo IIIC
- Vedeneyev Sdelaio VMKB M-14V-26 stermotor